# FIFA: Road to World Cup 98
FIFA: Road to World Cup 98, comunament abreujat FIFA 98 (traduït en castellà a Espanya com a FIFA: Rumbo al Mundial 98) és el cinquè lliurament de la sèrie de videojocs FIFA, desenvolupada per EA Sports. El joc es va publicar el 1997 per a set plataformes diferents, i va ser la tercera edició en 3D per a consoles de cinquena generació i PC.
L'edició de 1998 és considerada com una de les més importants de FIFA. Es va implementar un nou motor gràfic, i es van afegir per primera vegada opcions tàctiques, una banda sonora oficial, editors, estadis reals i noves lligues. El joc va sortir mesos abans de començar el Mundial de 1998, per la qual cosa es va incloure el mode de joc Road to World Cup, que permet jugar la ronda de classificació i el Mundial amb les 173 seleccions reconegudes en aquell moment per la FIFA.

## Jugabilitat
Per a la cinquena edició de la saga FIFA, EA Sports va crear un nou motor gràfic que millorava la qualitat gràfica, la fluïdesa dels moviments, i definia detalls com els rostres dels jugadors. Es van afegir a més nous regateigs i fintes, es va introduir la regla del fora de joc, es van polir els efectes climatològics i es va potenciar la intel·ligència artificial. Respecte a FIFA 97, es van llicenciar per primera vegada estadis de futbol reals, amb 16 camps de tot el món com el Camp Nou o el Estadi Asteca.
El joc es va publicar entre juny i setembre de 1997, a pocs mesos de la Copa Mundial de Futbol de 1998 disputada en França. Per això, EA Sports va introduir una manera de joc amb totes les seleccions reconegudes en aquest any per la FIFA, un total de 173, que permetia jugar la fase de classificació i el Mundial amb qualsevol selecció nacional. Aquesta és l'única edició de la saga FIFA on s'ha inclòs una manera així. També es van incloure 11 lligues nacionals, encara que no competicions internacionals de clubs, i una manera de futbol indoor.
A l'apartat sonor, es va usar per primera vegada una banda sonora oficial, el tema principal de la qual va ser Song 2 del grup britànic Blur. A més, el joc es va traduir a vuit idiomes, i la versió per Espanya va explicar per primera vegada amb comentaris en castellà (per a les versions de PC i Playstation). Manolo Lama i Paco González, que en aquest temps formaven part del programa Carrusel Deportivo, van prestar les seves veus com a comentaristes.

## Plataformes
FIFA 98 va sortir per a set plataformes diferents, i va ser l'última edició que va aparèixer en les consoles de quarta generació, com Super Nintendo i Mega Drive. La seva primera data de sortida va ser el 14 de juny de 1997 per a ordinadors, mentre que la versió per a consola no es va comercialitzar fins al novembre i desembre, al mercat europeu i nord-americà. Els gràfics per a les versions de quarta generació no eren en tres dimensions, i el sistema de joc era similar al primer FIFA. En portàtils, va existir una versió per a Game Boy.
Per a les plataformes de cinquena generació, era la tercera edició de la saga amb gràfics en 3D. L'edició per Nintendo 64 comptava amb diferències sobre les versions per PlayStation i Sega Saturn. Tanmateix, va ser l'última versió comercialitzada per Sega Saturn.

## Modes de joc

### Road to World Cup
Per primera vegada en la saga, el joc va comptar amb la presència de totes les seleccions nacionals reconegudes en 1997 per la FIFA, un total de 173. El jugador podia disputar la Copa Mundial de França 1998 des de la seva fase final, o triar una selecció per jugar des de la fase de classificació.
En edicions posteriors, EA Sports no va poder incloure algunes seleccions com Japó, per pertànyer els seus drets en exclusiva a Konami i el joc Pro Evolution Soccer.

### Lligues

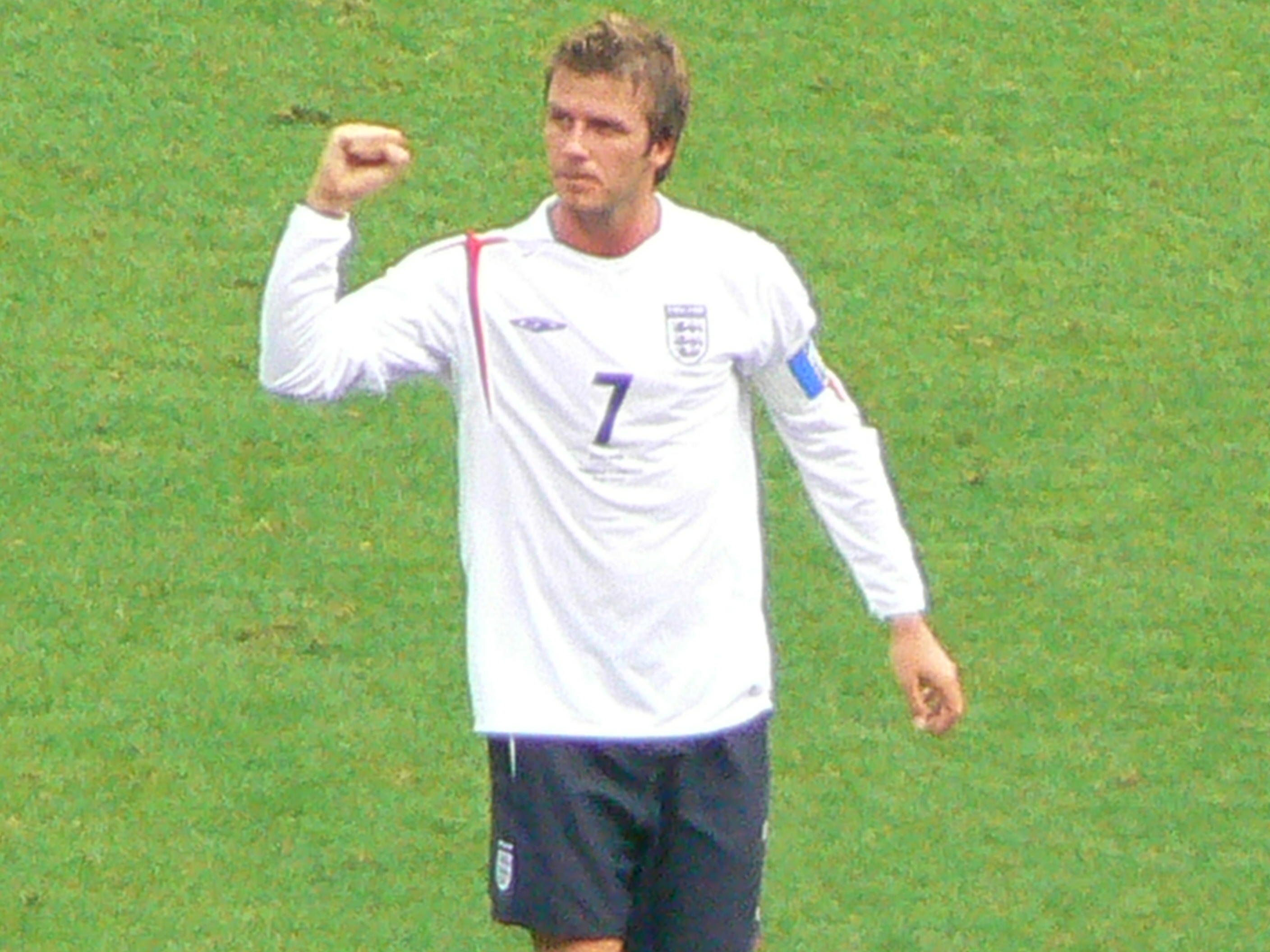
David Beckham va ser la imatge de portada de FIFA 98 al Regne Unit.

El joc va comptar amb 11 lligues, les mateixes que en FIFA 97. En alguns casos com Brasil, no estaven disponibles tots els equips d'aquesta temporada, mentre que en uns altres com Estats Units, no es va escollir la Major League Soccer, lliga professional del país. En el seu lloc, es va triar la A-League i un campionat semiprofesional, amb equips dels EUA i el Canadà.
- 1. Bundesliga
- Sèrie A
- Premier League d'Escòcia
- Primera Divisió d'Espanya
- A-League
- Ligue 1
- Premier League
- Sèrie A
- M-League
- Eredivisie
- Allsvenskan

## Estadis
EA Sports va utilitzar per primera vegada estadis reals per als seus partits, ja que en anteriors edicions es jugaven en camps ficticis.

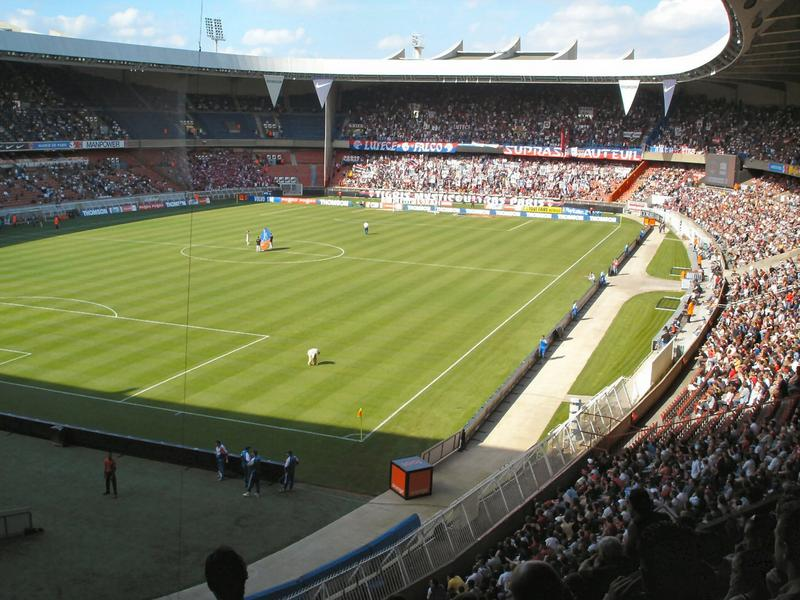
El Parc dels Prínceps va ser un dels 16 camps de FIFA 98, i l'únic que va albergar partits en el Mundial de 1998.

- Ahmadou Ahidjo – Yaoundé ( Camerun)
- Amsterdam ARENA – Amsterdam ( Països Baixos)
- Camp Nou – Barcelona ( Espanya)
- Ellis Park – Johannesburg ( Sud-àfrica)
- Estadi Asteca – Ciutat de Mèxic ( Mèxic)
- Estadi Råsunda – Estocolm ( Suècia)
- Hasely Crawford – Port of Spain ( Trinitat i Tobago)
- Maracanã – Rio de Janeiro ( Brasil)
- Olímpic de Múnic – Múnic ( Alemanya)
- Olímpic de Seül – Seül ( Corea del Sud)
- Olímpic de Tòquio – Tòquio ( Japó)
- Parc dels Prínceps – París ( França)
- Rose Bowl – Los Angeles ( Estats Units)
- San Siro – Milà ( Itàlia)
- Stadium Austràlia – Sydney ( Austràlia)
- Wembley – Londres ( Regne Unit)
- Estadi de Futbol sala

## Banda sonora
Per primera vegada, EA Sports va utilitzar cançons reals per a la seva banda sonora. El tema principal de FIFA 98 va ser Song 2 de Blur, que també sonava en els menús del joc. També van aportar temes dos grups californians: The Crystal Method, amb quatre cançons, i Electric Skychurch.
Els comentaris en anglès estaven realitzats per John Motson i Andy Gray, que ja apareixien en l'edició anterior. No obstant això, va ser la primera vegada que van participar locutors en altres idiomes. En la versió espanyola, les veus eren de Manolo Lama i Paco González, que en aquest temps formaven part de Carrusel Deportivo.

## Rebuda
El joc va ser un èxit de vendes al Regne Unit durant 2 mesos. Al festival Milia de 1999 a Canes, va guanyar el premi "Gold" per a ingressos superiors als 37 milions d'euros a la Unió Europea l'any anterior. La revista Play en el número 29 va puntuar la versió de PlayStation amb el 88%.
Al 2017, Luke Plunkett de Kotaku va escriure un assaig argumentant que FIFA 98 hauria de considerar-se el millor videojoc esportiu de tots els temps, centrant-se en la seva profunditat i amplitud de continguts sense precedents, afegint que va ser un factor diferenciador entre els títols de la indústria de videojocs esportius altament incrementals. Alguns exemples esmentats van ser la inclusió de tots els equips nacionals de la FIFA de l'època, opcions de personalització per a llistes i kits, múltiples modes de joc i una banda sonora innovadora incloent llicències en lloc de música original.
Next Generation va revisar la versió de Nintendo 64 del joc, i va qualificar quatre estrelles de cinc, i va afirmar que "El joc no té fluïdesa de ISS 64, però els jugadors reals i la varietat d'opcions fan del FIFA RTTWC 64 un joc que els aficionats al futbol de tot el món han de gaudir."